# Ann Lovett
Ann Lovett (6 april 1968 – 31 januari 1984) was een 15 jaar oude scholiere uit Granard, County Longford, Ierland, die stierf als gevolg van excessief bloedverlies na een bevalling bij een Lourdesgrot op 31 januari 1984. Tegen de tijd dat zij gevonden werd, was haar zoon reeds overleden en het verhaal over hun dood speelde een belangrijke rol in het nationale debat over zwangerschap buiten het huwelijk.

## Gebeurtenissen

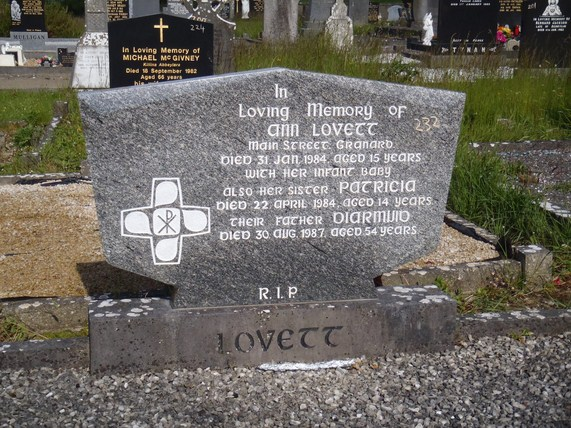
Ann Lovett's graf, Granardkill Graveyard

Volgens een documentaire van RTE was 31 januari een koude, regenachtige winterdag in Granard. Die middag verliet Lovett haar school, de "Cnoc Mhuire Secondary School" en ging naar de Lourdesgrot bij de kerk van haar woonplaats. Hier, nabij een beeld van de Heilige Maagd, beviel zij geheel alleen van haar zoon.
Rond 4 uur 's middags vond een aantal kinderen de schooltas van Lovett op het terrein en vonden haar in de grot. Zij waarschuwden een passerende boer die de nabij wonende pastoor alarmeerde over de vondst van Lovett en haar inmiddels overleden baby. De pastoor vond dat een dokter meer voor Lovett kon doen. Nog steeds hevig bloedend werd zij naar het huis van de pastoor gedragen, die inmiddels een dokter had gewaarschuwd. De dokter bracht Lovett vervolgens met zijn auto naar het huis van de ouders van Ann, Diarmuid en Patricia Lovett, in het centrum van het dorp. Tegen de tijd dat de ambulance arriveerde was Ann Lovett reeds overleden.
Ann Lovett en haar zoon werden drie dagen later stilletjes begraven in Granardkill cemetery

## Reacties in de media
Op zaterdagavond 4 februari 1984 kwam de zaak voor het eerst landelijk in beeld toen presentator Gay Byrne van de populaire Late Late Show de kop toonde van de zondagskrant Sunday Tribune van de volgende dag: "Girl, 15, Dies Giving Birth In A Field". Met de opmerking Nothing terribly exciting there (niets spannends hier) legde hij de krant terzijde.
Het verhaal kwam uiteindelijk voor het voetlicht door een anoniem telefoontje naar de Sunday Tribune in Dublin. Daar werd het verhaal toegewezen aan Emily O'Reilly, die er een artikel voor de voorpagina van maakte. Dit artikel trok wereldwijd de aandacht voor dit incident. Granard werd overspoeld door de pers en onder meer het NRC Handelsblad schreef er over.
De dood van Ann Lovett was een schok voor de Ierse bevolking en liet velen zich afvragen hoe dit had kunnen gebeuren. Het gaf echter vele anderen de kans hun hart te luchten en verhalen te vertellen die soms tientallen jaren verborgen waren. "The Gay Byrne show" op RTE radio kreeg daarop vele brieven van luisteraars uit het hele land. Te veel om te kunnen negeren, zoals presentator Gay Byrne stelde.

## Plaatselijke reactie
De lokale gemeenschap en geestelijkheid, inclusief de kloosterorde van de school waar Lovett naar toe ging, hulden zich in stilzwijgen. De kloosterorde kwam alleen met een korte verklaring waarin zij ontkenden op de hoogte geweest te zijn van de zwangerschap van de tiener.
De verklaring van de kloosterorde, opgesteld na juridisch advies, stelde dat zij niet wisten van de zwangerschap. Men weigerde echter te bevestigen of zij een vermoeden hadden of juist niet.
Er waren ook geruchten over de identiteit van de vader van de baby en de moeilijke omstandigheden waarin Lovett opgegroeid was.
Veel bewoners van Granard beschuldigden de media van overdreven opdringerigheid en pogingen de lokale gemeenschap de schuld in de schoenen te schuiven voor deze tragedie.
In december 2014 gaf het National Archives of Ireland een aantal documenten vrij, waaronder een brief van het Aartsbisdom Armagh aan de dichter Christopher Daybell, waarin gesteld werd: I think her sad death reflects more on her immaturity than on any lack of Christian charity amongst the family and people with whom she lived. (Ik denk dat haar trieste dood meer haar onvolwassenheid aantoont dan enig gebrek aan christelijke naastenliefde onder haar familie en degenen met wie zij leefde.)

## Onderzoeken
Een paar weken na de dood van Ann Lovett werd in Mullingar een gerechtelijke zitting gehouden naar aanleiding van de lijkschouwing. Daarin werd vastgesteld dat zij overleden was aan een onomkeerbare shock, veroorzaakt door bloedverlies en blootstelling aan het weer tijdens de bevalling. Latere onderzoeken door de Garda Síochána, het Ministerie van Onderwijs en de Midlands Health Board zijn wel op kabinetsniveau besproken, maar nimmer gepubliceerd.

## Nasleep
De dood van Ann Lovett kwam slechts enkele maanden na het referendum over het Achtste Amendement op de Grondwet van Ierland, waarin twee derde van de stemmers koos voor het vastleggen van het recht op leven van het ongeboren kind, ongeacht de gevolgen voor de moeder. Effect was een totaal verbod op abortus provocatus. De dood van Lovett zorgde voor een publiek debat over abortus dat een symbool werd van de botsing tussen staat en kerk.